# 多帶蛇鱔
多帶蛇鱔，又名多環蝮鯙、多帶海鱔，俗名薯鰻、錢鰻為輻鰭魚綱鰻鱺目鯙亞目鯙科的其中一個種。

## 分布
本魚分布於印度太平洋區，包括東非、南非、紅海、馬達加斯加、葛摩、模里西斯、馬爾地夫、塞席爾群島、留尼旺、斯里蘭卡、聖誕島、印度、緬甸、泰國、越南、中國、台灣、日本、印尼、新幾內亞、菲律賓、澳洲、馬里亞納群島、庫克群島、夏威夷群島、帛琉、關島、萬那杜、馬紹爾群島、新喀里多尼亞、薩摩亞群島、法屬波里尼西亞、巴拿馬、哥倫比亞、哥斯大黎加等海域。等海域。

## 深度
水深0至30公尺。

## 特徵
本魚體呈蛇狀，口大，體色為褐色，頭前半部呈淡褐色，自口角後方起體側有24至29條白色橫紋，除最末端數條為純白色外，其他橫紋中央為褐色。各橫紋的寬度略小於橫紋間的寬度，隨成長橫紋會越來越模糊。表皮厚且光滑無鱗片，無胸鰭，背鰭、臀期與尾鰭相連呈皮膜狀，尾部側扁。牙齒銳利，需小心注意咬傷。體長可達60公分。

## 生態
本魚在潮池中很常見，主要棲息於珊瑚礁淺水處，性情較其他鯙類溫和，屬肉食性，以節肢動物中的蝦、蟹為食。為夜行性，白天才偶而會出洞捕食。嗅覺靈敏但視覺不佳，具領域性，游泳能力不強。

## 經濟利用
可食用，但多作為觀賞魚。